# タトラK1
タトラK1は、かつてチェコスロバキア（現：チェコ）に存在した鉄道車両メーカーのČKDタトラが製造した路面電車車両（タトラカー）。多数の新技術を採用した試作車として開発されたが故障が頻発し、短期間での終了に終わった。

## 概要
タトラカーは、かつてČKDタトラがアメリカ合衆国で開発された高性能路面電車のPCCカーの技術をライセンス契約で獲得したうえで生産が実施された路面電車車両である。最初のタトラカーとなったタトラT1以降各国へ向けて製造が行われていたのは1両でも運用可能なボギー車であったが、各都市の需要が増加するにつれてボギー車では輸送力不足になる事例が現れるようになった。また、車掌業務が存在した1960年代当時、ボギー車同士の連結運転を実施する際は各車両に車掌を配備する必要があり、人件費も課題となっていた。そこで、ČKDタトラはこれらの問題を解消すべく、各車体が幌で繋がった連接車の開発に取り掛かった。そして、その試作車として製造が実施されたのがタトラK1である。
全長20 m級の2車体連接車で、従来のボギー車と同様に片側にのみ運転台が設置されていた片運転台車両であった。車内の座席配置は1 + 2列のクロスシートを基本とし、各車体の右側に2箇所折戸式の乗降扉が設置されていた。ボギー台車は前後車体の両端に動力台車が、連接部分に付随台車が存在しており、動力台車には主電動機が2基存在した。制御方式は従来のČKDタトラカーと同様に抵抗制御方式が用いられたが、抵抗器については円形に配置された多数のタップや回転式の接触器を用いて抵抗の増減を行う「加速器（アクセラレータ）」とも呼ばれるものから、電磁石の吸引力を応用した電磁開閉器を用いたものに変更された。また、制動装置についても従来のタトラカーとは異なり、台車に設置されたディスクブレーキの稼働にコンプレッサーから供給された圧縮空気が用いられた。

## 運用
1964年（800）と1965年（801）に1両ずつ製造され、当初はプラハ市電で、1965年以降はオストラヴァ市電で使用された。だが、様々な新機軸の技術が仇となって故障が頻発し、実際の営業運転に使用される機会は少なかった。更にこの事態を受けてČKDタトラではタトラT3等従来の車両で用いられた電気機器などの構造を用いた連接車のタトラK2を開発し、1966年から量産を開始した。その結果、タトラK1は両車とも1968年に運用を離脱し、ČKDタトラのスミーホフ工場へと返却された。
その後801は解体された一方、800に関しては車両番号を7000に変更した上で、全長を17.2 mに縮めた2車体連接車への改造が行われた。これは当時連接車の需要がありながらも急曲線などの線形条件が要因となり従来の構造の連接車の導入が難しかった東ドイツ向けの車両の開発に向けた試作車で、1つの車体につき1つのボギー台車が備わり、車体間はヒンジによって繋がれていた。1968年の改造当初は軌間1,435 mmのプラハ市電で、1971年以降は軌間1,000 mmのリベレツ市電で試験が実施され、1973年には電機子チョッパ制御に対応したTV2形制御装置を搭載し車両番号も8004に改められた。これらの試験の成果は、1972年に試作車が完成し、1975年から本格的な量産が開始された小型2車体連接車のタトラKT4に活かされた。その後8004も1977年に解体されたため、2021年の時点でタトラK1は現存しない。